# Mădălina Molie
Mădălina-Bianca Molie (27 de abril de 1996) es una deportista rumana que compite en halterofilia. Ganó tres medallas de bronce en el Campeonato Europeo de Halterofilia, entre los años 2014 y 2019.

## Palmarés internacional
| Campeonato Europeo | Campeonato Europeo | Campeonato Europeo | Campeonato Europeo |
| Año                | Lugar              | Medalla            | Categoría          |
| ------------------ | ------------------ | ------------------ | ------------------ |
| 2014               | Tel Aviv (Israel)  | Medalla de bronce  | 69 kg              |
| 2017               | Split (Croacia)    | Medalla de bronce  | 58 kg              |
| 2019               | Batumi (Georgia)   | Medalla de bronce  | 71 kg              |